# Alto del Buey
Alto del Buey är en kulle i Colombia.   Den ligger i departementet Chocó, i den nordvästra delen av landet, 400 km väster om huvudstaden Bogotá. Toppen på Alto del Buey är 1 046 meter över havet, eller 453 meter över den omgivande terrängen. Bredden vid basen är 17,2 km.
Terrängen runt Alto del Buey är huvudsakligen lite bergig. Runt Alto del Buey är det glesbefolkat, med 18 invånare per kvadratkilometer. Det finns inga samhällen i närheten. I omgivningarna runt Alto del Buey växer i huvudsak städsegrön lövskog.